# Igreja Reformada Presbiteriana (Austrália)
Para outras denominações de nomes semelhantes, veja as desambiguações em Igreja Reformada Presbiteriana ou Igreja Presbiteriana Reformada.
A Igreja Reformada Presbiteriana  (IRP) - em Inglês: Presbyterian Reformed Church - é uma denominação reformada presbiteriana, conservadora fundada na Austrália, em 1967, por igrejas que se separaram da Igreja Presbiteriana da Austrália (IPA), por discordarem da tolerância ao ensino da teologia liberal por parte da denominação de origem.

## História

### Precedentes
Em 1901, um Ato Declaratório foi aprovado pela Igreja Presbiteriana da Austrália (IPA), atenuando as doutrinas calvinistas distintivas da Confissão de Fé de Westminster e permitiu liberdade de opinião para ministros em uma ampla gama de doutrinas estabelecidas nesta Confissão.
Em 1936, a Assembleia Geral da IPA, em uma sessão privada, arquivou as acusações feitas contra o Dr. Samuel Angus que negou a Divindade de Cristo e a inspiração e autoridade das Escrituras, conforme definido no Capítulo 1 da Confissão de Fé de Westminster.
Em 1967, o professor Lloyd Geering , diretor da Faculdade Teológica Presbiteriana da Nova Zelândia, foi acusado de 'erro doutrinário'. Durante seu julgamento na igreja, ele afirmou que os restos mortais de Jesus estavam em algum lugar da Palestina e rejeitou a noção de que Deus é um ser sobrenatural que criou e continua a olhar o mundo. Apesar dessas opiniões, o professor Geering foi absolvido das acusações pela Assembleia Geral de 1967. Esta absolvição pode ser considerada a causa imediata da formação da Igreja Presbiteriana Reformada da Austrália.

### Formação
Após a absolvição do professor Lloyd Geering, as congregações mais conservadoras da IPA se separaram e constituíram a Igreja Reformada Presbiteriana da Austrália. Depois disso, a igreja pela plantação de igrejas e adesão de outras igrejas em Nova Gales do Sul, Queensland, Austrália Meridional, Vitória. Além da Austrália, a denominação começou a plantar igrejas em Vanuatu e Fiji, razão pela qual passou a ser conhecia apenas como Igreja Reformada Presbiteriana.

### Eventos Posteriores
Em 1977, 2/3 das igrejas da Igreja Presbiteriana da Austrália se uniram à Igreja Unida na Austrália. Depois disso, a IPA tornou-se mais conservadora, revogando várias das decisões anteriores. Desde então, o relacionamento entre os membros da IPA e IRP é amigável.

## Doutrina
A denominação subscreve a Confissão de Fé de Westminster, com algumas emendas.
A denominação também é conhecida pelos posicionamento de seus pastores em oposição ao projeto de lei de proibição de castigos físicos aplicados por pais aos filhos.

## Relações Inter-eclesiásticas
Em 2017, a IRP estabeleceu relações com a Igreja Presbiteriana da Austrália Oriental, ao participar de sua assembleia geral.
Desde 1990, a IRP iniciou discussões para estabelecer relacionamento formal com as Igrejas Reformadas Livres da Austrália.